# 13 Scarier Movie Moments
13 Scarier Movie Moments es un programa de televisión de una hora del canal Bravo, que presenta un conteo regresivo de 13 escenas aterradoras del cine de terror, es una secuela de 30 Even Scarier Movie Moments del año 2009, que a su vez es secuela de The 100 Scariest Movie Moments del año 2004.
El programa mostró entrevistas con directores, actores y gente de la industria que hablan de sus experiencias al hacer este tipo de escenas.

## Lista
(NOTA: Todas las películas aparecen con su título original)
- 13. The Strangers - la escena final cuando se ve a la chica con máscara detrás de Kristen (Liv Tyler) y dice "Because you were home..." (porque estaban en casa).
- 12. Cloverfield - la escena en el subterráneo oscuro con los pequeños clovers.
- 11. Hard Candy - la escena de castración.
- 10. No Country for Old Men - la escena del lanzamiento de moneda.
- 9. Hostel: Part II - la escena de la chica colgando de la bañera de sangre.
- 8. Diary of the Dead - la escena en el hospital cuando el zombi viene detrás de la cortina y recibe un disparo.
- 7. Frailty - la escena final cuando el asesino de "La mano de Dios" es revelado.
- 6. Ginger Snaps - la escena cuando Ginger es atacada por un hombre lobo y la transformación de Ginger a lo largo de la película, la escena cuando se trata de dar a Ginger un antídoto.
- 5. Maniac - la cabeza siendo cortada con la escopeta.
- 4. Zodiac - la escena en el parque con los dos amantes siendo observados.
- 3. Bug - la escena cuando Peter (Michael Shannon) se arranca los dientes.
- 2. Henry: Portrait of a Serial Killer - la escena cuando Henry (Michael Rooker) y Otis (Tom Towles) están viendo su cinta.
- 1. The Descent - la escena cuando la primera mujer ve las criaturas.